# Santuario della Madonna delle Grazie (Marcellina)
L'ex abbazia poi chiesa di Santa Maria delle Grazie in Monte Dominici è sita a Marcellina in provincia di Roma

## L'ex monastero
Anticamente era un monastero da cui dipendevano 13 chiese.
Del monastero rimangono alcuni ruderi.
Intorno al monastero si era stanziato un nucleo di contadini che l'abate provvedeva a difendere in caso di attacchi dall'esterno.
Il nome originario era "Santa Maria in Monte Deonici".
Alcuni autori ritengono che il monastero sia stato edificato tra il IX ed il X secolo.
L'edificio allora era da ritenersi di grandezza non molto rilevante ma ben proporzionato nelle varie parti.
Un muro di cinta a sud e ad ovest cingeva un piccolo cimitero ed uno spiazzo riservato agli elemosinandi.
Il tutto era reso elegante da una fontana posta al centro ove i pellegrini erano soliti lavarsi mani e viso in segno di purificazione prima di entrare in chiesa.
A riprova dell'esistenza della fontana, ora, rimane al suo posto un pozzo.

## Edifici adiacenti all'ex monastero ed alla chiesa
Adiacente all'abbazia c'era un insieme di edifici in stile medievale adibiti al lavoro della regola ed alla preghiera dei monaci.
Pregevole è l'architrave e gli stipiti in marmo.
Il campanile è in stile romanico ed a forma quadrata. È completamente costruito in mattoni con bifore e trifore.

## La chiesa

### Storia
Fu sotto il patronato degli Orsini, dei Cesi, dei Borghese.
Nel 1804 fu eretta a parrocchia dall'allora popolazione di Marcellina.
La chiesa è stata eretta a monumento nazionale dalla soprintendenza alle belle arti.

### Struttura
La chiesa è costituita di una semplice navata con capriate che sorreggono la copertura a tetto.
Nel Rinascimento l'orientamento della chiesa è cambiato, l'ingresso venne inserito al posto del precedente abside.
Sotto gli attuali stucchi bianchi sono stati trovati degli affreschi inerenti scene provenienti dall'Antico e dal Nuovo Testamento.
Affreschi scampati all'imbiancatura:
- Sull'arco trionfale è il clipeo di Cristo in mezzo ad angeli in atteggiamento di devozione e preghiera.
- Sulla parte opposta vi sono altri affreschi, tra cui:
  - La Madonna benedicente un ragazzo ed un vecchio genuflessi incoronati con un diadema. Un santo ed una santa non ben identificati presentano i due figuri alla Madonna.

Il Colasanti così interpreta i 2 personaggi inginocchiati: sono due feudatari del luogo e fondatori e elargitori di denaro a profitto dell'abbazia presentati alla Madonna dai loro relativi santi protettori.

#### L'altare e la tavola della Madonna delle Grazie
L'altare è dedicato alla Madonna delle Grazie, è posto tra 2 finte colonne che sorreggono un triangolo in cui viene raffigurato Dio che sostiene il mondo.
La tavola della Madonna delle Grazie, la Madonna viene raffigurata con la mano destra che tiene una croce con gemme, con la sinistra tiene Gesù Bambino seduto sulle ginocchia.
Sulla testa porta una croce da cui scendono dei fili con perle fino alle spalle. Gli orli della tunica della Madonna sono decorati in oro.
Il vestito di Gesù risulta più semplice.
Il dipinto è in stile bizantino, mentre secondo alcuni studiosi è in stile romanico.
La tavola è incornicata con una cornice dorata.

### Leggende e tradizioni popolari
Sotto l'altare della Crocifissione è conservata un'urna in cui è conservato un tronco di noce malcurato e tarlato, su cui, il 10 giugno del 1515 apparve la Madonna ad una signora chiamata Giovanna, volendo invitare i peccatori di San Polo dei Cavalieri a redimersi e far penitenza.
L'albero fece dei fiori di ginestra in segno di provvidenza.
Ogni 2 febbraio la popolazione di San Polo dei Cavalieri si reca in questa chiesa di Marcellina a venerare la Madonna della Noce o della Ginestra.